# Tenco (album 2002)
Tenco  è un album postumo di Luigi Tenco, pubblicato su 2 CD nel 2002.
È una raccolta curata dalla BMG Ricordi, dove sono raggruppati i brani composti dal cantautore italiano, durante tutti e tre i periodi discografici: quello Ricordi, quello SAAR e quello RCA.

## Tracce
Disco 1
1. Mi sono innamorato di te  - 2:41
2. Io sì - 3:22
3. Se sapessi come fai - 2:52
4. Ah... l'amore l'amore - 3:09
5. Angela - 2:37
6. Lontano, lontano (Luigi Tenco con I Cavalieri ) - 2:42
7. Se stasera sono qui -	3:00
8. Tell Me That You Love Me (Parlami d'amore Mariù) (Cesare Andrea Bixio, Ennio Neri; incisa con lo pseudonimo Gordon Cliff) - 2:53
9. Ho capito che ti amo -	2:16
10. Come le altre - 2:57
11. Una brava ragazza - 3:39
12. Pensaci un po' - 	2:02
13. Il mio regno - 4:05
14. Quando  - 2:57
15. La mia geisha - 	 2:55
16. Quello che conta' - 2:51
17. Tra tanta gente - 2:36
18. I miei giorni perduti - 3:20
19. Tu non hai capito niente  -	2:12
20. Triste sera - 1:41
21. Mi chiedi solo amore - (con I Cavalieri ) - 2:05
22. Io lo so già - 2:34
23. Non sono io - 1:48
24. No, non è vero - 3:29
25. Averti tra le braccia  - 3:07

Disco 2
1. Ciao amore ciao - 3:03
2. Vedrai, vedrai - 3:30
3. Cara maestra - 2:38
4. Ragazzo mio -	 2:39
5. E se ci diranno -	2:20
6. Io vorrei essere là -	 2:50
7. Un giorno dopo l'altro - 2:48
8. Io sono uno  - 2:30
9. Guarda se io  -	3:00
10. Una vita inutile - 2:46
11. In qualche parte del mondo -	2:38
12. Ieri ( incisa con lo pseudonimo Gigi Mai con i Cavalieri)  -2:13
13. Senza parole - 3:20
14. Sempre la stessa storia  -2:22
15. Il tempo dei limoni -	2:00
16. Notturno senza luna ( incisa con lo pseudonimo Dick Ventuno ) - 1:48
17. Vorrei Saper Perché  Gigi Mai con i Cavalieri    -	1:46
18. Giurami Tu  - 2:03
19. Mai ( Luigi Tenco con i Cavalieri )-	2:14
20. Il tempo dei limoni -	2:00
21. Amore  ( Gigi Mai con i Cavalieri )-	2:07
22. Non so ancora ( Gigi Mai con i Cavalieri ) -	1:59
23. Qualcuno mi ama  ( incisa con lo pseudonimo Dick Ventuno ) - 1:48
24. Ti ricorderai -	2:12
25. Se qualcuno ti dirà - 3:17